# Participation italienne sur le front de l'Est
Seconde Guerre mondiale
Batailles
Front de l’Est

Prémices :
- Campagne de Pologne
- Guerre d’Hiver

Guerre germano-soviétique :
- 1941 : L'invasion de l'URSS

- Opération Barbarossa

Front nord : 
- Guerre de Continuation
- Opération Silberfuchs
- Siège de Léningrad

Front central : 
- 2e bataille de Brest-Litovsk
- Bataille de Białystok–Minsk
- 1re bataille de Smolensk
- Bataille de Kiev

Front sud : 
- Siège d'Odessa
- Campagne de Crimée

- 1941-1942 : La contre-offensive soviétique

Front nord : 
- Poche de Demiansk
- Poche de Kholm

Front central : 
- Bataille de Moscou

Front sud : 
- Seconde bataille de Kharkov

- 1942-1943 : De Fall Blau à 3e Kharkov

Front nord : 
- Offensive de Siniavino
- Opération Iskra
- Bataille de Krasny Bor
- Opération Poliarnaïa Zvezda

Front central : 
- Opération Mars

Front sud : 
- Bataille du Caucase (opération Fall Blau)
- Bataille de Stalingrad
- Opération Uranus
- Opération Saturne
- Offensive d'Ostrogojsk-Rossoch
- Offensive de Voronej-Kastornoe
- Opération Gallop
- Opération Étoile
- Troisième bataille de Kharkov

- 1943-1944 : Libération de l'Ukraine et de la Biélorussie

Front central : 
- 2e bataille de Smolensk
- Opération Bagration

Front sud : 
- Bataille de Koursk
- Bataille du Dniepr
- Offensive Dniepr-Carpates
- Offensive de Crimée
- Offensive de Lvov-Sandomir

- 1944-1945 : Campagnes d'Europe centrale et d'Allemagne

Allemagne : 
- Offensive Vistule-Oder
- Offensive de Poméranie orientale
- Siège de Breslau
- Offensive de Prusse-Orientale
- Bataille de Königsberg
- Bataille de Seelow
- Bataille de Bautzen
- Bataille de Berlin
- Capitulation allemande

Front nord et Finlande : 
- Guerre de Laponie
- Offensive Leningrad-Novgorod
- Bataille de Narva

Europe orientale : 
- Opération Margarethe
- Insurrection de Varsovie
- Soulèvement national slovaque
- Opération Panzerfaust
- Bataille de Budapest
- Opération Frühlingserwachen
- Offensive de Vienne
- Insurrection de Prague
- Offensive de Prague
- Bataille de Slivice

Front d’Europe de l’Ouest

Campagnes d'Afrique, du Moyen-Orient et de Méditerranée

Bataille de l’Atlantique

Guerre du Pacifique

Guerre sino-japonaise

Théâtre américain
La participation italienne sur le front de l'Est pendant la Seconde Guerre mondiale débute après le lancement de l'opération Barbarossa, l'invasion allemande de l'Union soviétique le 22 juin 1941. Pour faire preuve de solidarité avec son allié de l'Axe, le dictateur italien Benito Mussolini ordonna la préparation d'un contingent de l'armée royale italienne pour le front de l'Est qui, début août, fut déployé aux côtés des Allemands. 
De 1941 à 1943, les Italiens ont maintenu deux unités sur le front de l'Est. La première force de combat italienne était une formation de la taille d'un corps appelée le Corps expéditionnaire italien en Russie (Corpo di Spedizione Italiano en Russie, ou CSIR). La deuxième force était une formation de taille militaire qui englobait le CSIR, l'armée italienne en Russie (Armata Italiana en Russie ou ARMIR), également connue sous le nom de 8e armée italienne (8ª Armata). Tous deux ont combattu sur la partie sud du front de l'Est, participant à l'avance allemande à travers l'Ukraine vers la Volga. 
L'armée italienne en Russie subit de lourdes pertes lors de la bataille de Stalingrad ; celle-ci fut redéployée en Italie en 1943. Seules de petites unités italiennes ont participé sur le front de l'Est après cette période. 

## Corps expéditionnaire italien en Russie
Constitué le 10 juillet 1941, le Corps expéditionnaire italien en Russie (Corpo di Spedizione Italiano en Russie ou CSIR) est déployé dans le sud de l'Union soviétique entre juillet et août 1941. Le CSIR était initialement subordonné à la 11e armée du général allemand Eugen Ritter von Schobert. Le 14 août 1941, le CSIR est transféré au contrôle de la 1re armée blindée du général allemand Ewald von Kleist. Le CSIR resta sous le commandement de von Kleist jusqu'au 3 juin 1942, date à laquelle il fut subordonné à la 17e armée du général allemand Richard Ruoff. 
Le commandant d'origine du CSIR, le général italien Francesco Zingales, est tombé malade à Vienne au cours des premières étapes du transport vers l'Union soviétique. Le 14 juillet 1941, Zingales est remplacé par le général italien Giovanni Messe. 
Le CSIR comprend trois divisions : la 52e division motorisée Torino, la 9e division motorisée Pasubio et la 3e division de cavalerie Principe Amedeo Duca d'Aosta. 

### Opérations du CSIR (août 1941 - juillet 1942)
Le CSIR a été envoyé dans le secteur sud de l'avance allemande en Ukraine en juillet 1941. En août 1941, dans le cadre de la 11e armée allemande, le CSIR établit son premier contact avec l'ennemi, poursuivant le retrait des troupes soviétiques entre le fleuve Boug et le fleuve Dniestr. Tandis que la 11e armée assiégeait Odessa, le CSIR fut rattaché à la 1. Panzerarmee, sous le commandement du général von Kleist. 
Dès ses premières escarmouches, la force prit un certain nombre de villes et villages, créant une impression favorable sur ses alliés allemands. Sa victoire précoce la plus notable survint à la bataille de Petrikowka en septembre 1941, où les Italiens ont encerclé des unités importantes de l'Armée rouge, leur infligeant des pertes de combat inconnues et capturant plus de dix mille prisonniers de guerre ainsi qu'un nombre important d'armes et de chevaux. Cela ne leur a coûté que 291 victimes : 87 tués, 190 blessés et 14 disparus. Le 20 octobre, le CSIR et le 49e Corps de montagne allemand ont capturé le principal centre industriel de Staline (aujourd'hui Donetsk) après une forte résistance des défenseurs soviétiques. Bien qu'ayant pas participé au siège d'Odessa, les troupes italiennes ont aidé à l'occupation de la région d'Odessa après la chute de la ville le 16 octobre 1941. Des unités de la division motorisée de Pasubio ont attaqué la ville voisine de Gorlovka le 2 novembre. 
La capture de Gorlovka (ville de 120 000 habitants) a été précédée par la division Pasubio qui nettoya soigneusement les champs de mines aux alentours de la ville la semaine précédente. La division de cavalerie Duca d'Aosta a quant à elle pris la ville industrielle de Rukovo après de violents combats. Le 2 novembre, la division Pasubio menaça Gorlovka de l'ouest, tandis que la division Duca d'Aosta menaça le sud-est. Les défenseurs de la ville comprenaient la 296e division d'infanterie. Le 80e régiment de la division Pasubio engagea des combats rapprochés avec les défenseurs, tandis que le 79e régiment (soutenu par des unités d'artillerie Duca d'Aosta) balaya le quartier du centre-ville avec peu de résistance. Les pertes de combat soviétiques étaient inconnues, mais environ 600 soldats ont été faits prisonniers. La 296e division soviétique se retira et les combats se poursuivirent pendant les prochains jours, les Italiens nettoyant les poches ennemies de la ville et des environs. 
Avec l'arrivée de l'hiver, les unités du CSIR ont commencé à consolider leur zone d'occupation et à préparer des barrages défensifs. Au cours de la dernière semaine de décembre, la division Duca d'Aosta a été frappée par une violente contre-attaque des forces soviétiques. Cependant, ils réussirent à repousser les attaques assez longtemps pour permettre à la 1re armée de Panzer de fournir un soutien à leur secteur et vaincre ensuite l'offensive soviétique. La « bataille de Noël » fut saluée comme une grande victoire en Italie, bien qu'ayant probablement échoué sans le soutien allemand. Par la suite, il résistèrent à l'hiver 1941-1942 dans sa zone d'occupation relativement calme. Jusque-là, le CSIR compta 8 700 morts.

## 8earmée italienne ou armée italienne en URSS

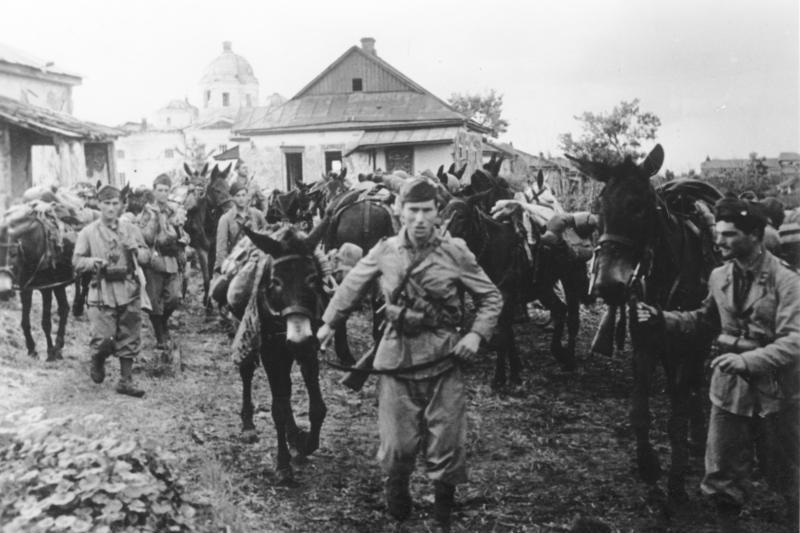
Troupes italiennes en Russie, juillet 1942.

En juillet 1942, Mussolini intensifie l'effort italien sur le front de l'Est et le CSIR devient la 8e armée italienne. La 8e armée italienne était également connue sous le nom d'armée italienne en Russie (Armata Italiana en Russie ou ARMIR). L'ARMIR était subordonné au groupe d'armées B du général allemand Maximilian von Weichs. 
Le général italien Italo Gariboldi prend le commandement de l'ARMIR nouvellement formée, à la place du général Messe qui, en tant que commandant du CSIR, était opposé à un élargissement du contingent italien en Russie avant qu'il ne soit correctement équipé et a donc été destitué. Avant sa prise de commande, Gariboldi était le gouverneur général de la Libye. Il fut critiqué après la guerre pour « sa soumission envers les Allemands ». 
Mussolini envoie sept nouvelles divisions en Russie, ces unités sont ajoutées aux « Torino », « Pasubio » et « Principe Amedeo duca d'Aosta », déjà stationnées en Russie dans le cadre du CSIR, portant le total de celles-ci à dix dont quatre nouvelles divisions d'infanterie (Divisione fanteria) et trois nouvelles divisions alpines (Divisione Alpini) :
- 2e division d'infanterie Sforzesca (it) ;
- 3e division d'infanterie Ravenna (it) ;
- 5e division d'infanterie Cosseria (it) ;
- 156e division d'infanterie Vicenza ;
- 2e division alpine Tridentina ;
- 3e division alpine Julia ;
- 4e division alpine Cuneese (it).

Soit un total de 229 005 soldats, 25 000 chevaux, 16 700 véhicules, 31 chars légers type L6/40 et 19 canons automoteurs L-40 Semovente de 47 mm, 941 pièces d’artillerie et un corps aérien (CAFO) renforcé par des avions Macchi M.C.202 Folgore et Fiat BR.20/M. Cigogna, soit 23 appareils de reconnaissance et 41 de chasse. 

### Opérations de l'ARMIR
L'ARMIR avança vers la rive droite de la rivière Don qui fut atteinte en juillet 1942. Du 17 au 20 juillet 1942, les Italiens ont capturé l'important bassin houiller de Krasny Lutsch (au sud-est de Kharkov) avec une manœuvre enveloppante rapide. Cela coûta la vie à 90 Italiens (et 540 blessés), contre 1 000 victimes et 4 000 prisonniers soviétiques. Le 6 juillet, la 3e division de cavalerie captura Ivanovka au prix de 400 morts et blessés ; les Soviétiques subirent au moins autant de morts et de blessés, plus 1 000 autres soldats faits prisonniers. Le 30 juillet, les tirailleurs très mobiles (Bersaglieri) de la 3e division de cavalerie Amedeo Duca d'Aosta renforcèrent le 587e régiment allemand, qui affrontait l'ennemi près de la tête de pont soviétique à Serafimovitch. 

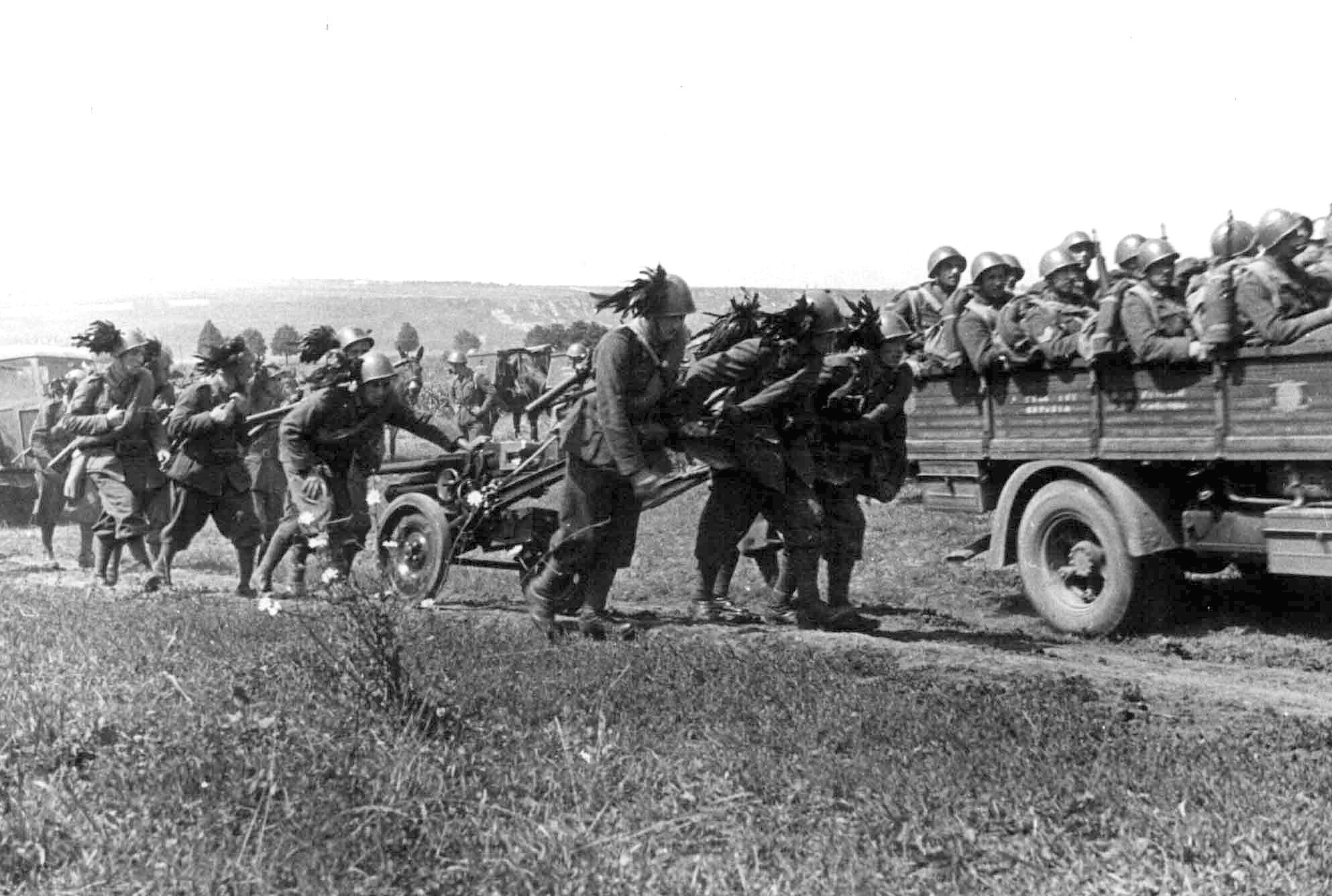
Bersaglieri italien avec l'artillerie avançant vers Serafimovich.

La 3e division arriva le 30 juillet, date à laquelle le 587e régiment n'avait été réduit qu'à quelques centaines d'hommes. La force soviétique initiale dans et autour de la zone (y compris les villes de Bobrovskiy et Baskovskiy) était de 3 000 hommes et 40 chars, mais a été augmentée peu après l'arrivée des Italiens. Le 30 juillet et le 1er août, les Soviétiques tentèrent d'arrêter les Italiens lors d'une traversée de rivière mais échouèrent et perdirent plusieurs dizaines de chars (principalement des T-34). Les Soviétiques et les Bersaglieri s'affrontèrent pendant les deux jours suivants, principalement dans et autour de la ville de Bobrovskiy, jusqu'au 3 août, date à laquelle les Soviétiques furent contraints de regagner leur tête de pont à Serafimovich. Les Italiens prirent ensuite la ville et des combats sporadiques se poursuivirent dans cette zone jusqu'au 14 août. Les pertes de la 3e division du 30 juillet au 14 août est de 1 700 tués et 200 blessés ; les pertes au combat soviétiques sont inconnues, mais les Italiens auraient fait 5 800 soldats soviétiques prisonniers et capturé 10 pièces d'artillerie. 
Le 12 août, trois divisions soviétiques totalisant environ 30 000 soldats et de nombreux chars ont traversé le fleuve Don pour lancer une contre-attaque sur le secteur italien. Ils prirent avec surprise la 2e division d'infanterie de montagne Sforzesca et, sans chars à sa disposition et en nombre de quatre contre un, la division Sforzesca fut mise en déroute en deux jours. Les Italiens se replièrent ensuite à Yagodny, qui fut attaqué par les Soviétiques le 20 août. Du 20 au 24 août, les restes de la division repoussèrent plusieurs attaques soviétiques tout en lançant des contre-attaques à petite échelle jusqu'à l'épuisement des munitions. Certaines attaques soviétiques furent repoussées à coups de baïonnettes. Les renforts Bersaglieris arrivèrent le 24 août afin de faire reculer les Soviétiques. Les Italiens appellent cela la première bataille défensive du Don. Les pertes italiennes s'élèvent à 900 morts, 4 200 blessés et 1 700 disparus / capturés. 
Le 24 août également, 700 cavaliers italiens de la Savoia Cavalleria ont mis en déroute 2 500 soldats soviétiques du 812e régiment d’infanterie de Sibérie près d'Isbushenskij. Déplorant 84 victimes (32 morts, 52 blessés), les Italiens firent 1 050 victimes (150 morts, 300 blessés, 600 capturés) Soviétiques et capturèrent 14 pièces d'artillerie. Bien qu'ayant peu de répercussion dans la participation de l'ARMIR dans le conflit, la charge de cavalerie eut une grande résonance de propagande en Italie. 

### Petite Saturne
À la fin de l'automne 1942, l'ARMIR fut placé sur le flanc gauche de la 6e armée allemande entre les forces hongroises et roumaines. La 6e armée allemande investit alors à Stalingrad la 62e armée du général soviétique Vassili Tchouïkov. La ligne italienne s'étendait le long du fleuve Don sur plus de 250 km des positions de la 2e armée hongroise à Kalmiskowa aux positions de la 3e armée roumaine à Veshenskaja, un village 270 km au nord-ouest de Stalingrad. Les Italiens prirent place le long de la rivière. Aucune ligne de tranchée n'avait été creusée et aucune position défensive efficace n'avait été établie. Les fortes chutes de neige et les fortes gelées gênaient les mouvements de troupes. 
La situation des troupes allemandes à Stalingrad est restée stable jusqu'au lancement de l'opération Uranus par les Soviétiques le 19 novembre 1942. Le but de cette opération était l'encerclement complet et l'isolement de la 6e armée allemande. Pour ce faire, les Soviétiques ont attaqué les faibles armées roumaines au nord et au sud de Stalingrad. Les attaques jumelées ont frappé des contingents des 3e et 4e armée roumaine qui parvinrent à se réunir avec succès à Kalach quatre jours après le début de l'opération.

### Stalingrad
La situation des troupes italiennes le long du Don est restée stable jusqu'au lancement de l'opération Saturne par les Soviétiques le 11 décembre 1942. Le but de cette opération était l'anéantissement des positions italienne, hongroise, roumaine et allemande le long du fleuve Don. La première étape de l'opération Saturne était connue sous le nom d'opération Petite Saturne. Le but de cette opération était l'anéantissement complet de la 8e armée italienne. 
La 63e armée soviétique, appuyée par des chars T-34 et des chasseurs-bombardiers, attaqua en premier le secteur italien le plus faible. Ce secteur était tenu à droite par les divisions d'infanterie Ravenne et Cosseria. Depuis la tête de pont soviétique de Mamon, 15 divisions — soutenues par au moins 100 chars — ont attaqué ces deux divisions. Bien que plus nombreux (soit 9 soldats soviétiques contre 1 soldat italien), ceux-ci résistèrent jusqu'au 19 décembre, lorsque le siège de l'ARMIR ordonna le retrait des divisions. À Noël, les deux divisions furent repoussées et vaincues après de sanglants combats. 
Pendant ce temps, le 17 décembre 1942, la 21e armée et la 5e armée blindée soviétiques attaquèrent les forces roumaines, à la droite des Italiens. À peu près au même moment, la 3e armée blindée et des contingents de la 40e armée soviétique attaquèrent les Hongrois, à la gauche des Italiens. 
La 1re armée de la Garde attaqua ensuite le gros des forces italiennes appuyées par la 298e allemande : les divisions Pasubio, Torino, Amedeo Duca d'Aosta et Sforzesca. Après onze jours de combats sanglants contre des forces soviétiques écrasantes, ces divisions furent encerclées et vaincues et le soutien aérien russe entraîna la mort du général Paolo Tarnassi, commandant des forces blindées italiennes en Russie. 
Le 14 janvier 1943, après une courte pause, la 6e armée soviétique attaqua les divisions Alpini du Corps italien des montagnes. Ces unités avaient été placées sur le flanc gauche de l'armée italienne et étaient jusqu'alors relativement peu affectées par la bataille. Cependant, la position des Alpini devint critique après les effondrements des troupes du front central italien, du flanc droit italien et la déroute simultanée des troupes hongroises, à gauche des troupes Alpini. La division Julia et la division Cuneense ont été détruites. Des membres du 1er régiment Alpini, faisant partie de la division Cuneese, brûlèrent les drapeaux du régiment pour empêcher leur capture. Une partie de la division Tridentina et d'autres troupes se retirant ont réussi à échapper à l'encerclement. 
Le 26 janvier 1943, après de violents combats ayant abouti à la bataille de Nikolajewka, les restes des Alpini ont franchi l'encerclement et atteint de nouvelles positions défensives mises en place à l'ouest par la Heer. Mais, à ce moment-là, la seule unité de combat opérationnelle était la division Tridentina, elle-même même n'était pas pleinement opérationnelle car celle-ci avait dirigée l'assaut final de Nikolajewka. De nombreuses troupes ayant réussi à s'échapper furent victime de gelures, gravement malades et profondément démoralisées. 
Au total, environ 130 000 Italiens ont été encerclés par l'offensive soviétique. Selon des sources italiennes, environ 20 800 soldats sont morts lors des combats, 64 000 ont été capturés et 45 000 ont pu se replier. Lorsque les troupes italiennes survivantes furent finalement évacuées vers l'Italie, le régime fasciste tenta de les cacher à la population, leur apparences étant si épouvantable après avoir survécu au front russe.

## Conséquences

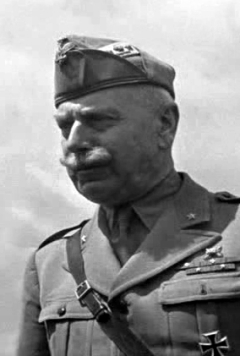
De 1942 à 1943, le général Italo Gariboldi commande l'armée italienne en Russie (Armata Italiana en Russie, ARMIR ou 8e armée italienne). Il supervisait personnellement les troupes italiennes mises en déroute lors de la bataille de Stalingrad après des combats sanglants.

Depuis le début de la campagne d'Italie en Russie, environ 30 000 Italiens ont été tués et 54 000 autres mourront en captivité. Fin février 1943, la déroute de l'ARMIR fut terminée, Mussolini entamant le retrait du reste de la 8e armée du sol russe. Les forces italiennes en Russie avaient été réduites à moins de 150 000 hommes, dont 34 000 blessés. La catastrophe en Russie porta un coup féroce au pouvoir et à la popularité du dictateur qui chuta à l'arrivée de la triste nouvelle par la population italienne. Les survivants blâmèrent l'élite politique fasciste et les généraux de l'armée : ceux-ci estimant qu'ils avaient agi de manière irresponsable en envoyant sur le front russe des troupes mal préparée, mal équipée et insuffisamment armée. Selon les vétérans, les armes italiennes étaient de piètres qualités : les grenades à main se déclenchèrent rarement et les fusils et les mitrailleuses durent être maintenus longtemps sur un feu pour fonctionner correctement dans des conditions climatiques extrêmes, souvent incapables de tirer au milieu de la bataille. Les commandants allemands furent accusés d'avoir sacrifié les divisions italiennes, dont le retrait aurait été retardé après la percée soviétique, afin de sauver leurs propres troupes. 
Le 25 juillet 1943, Benito Mussolini et son gouvernement fasciste révoqués par le roi Victor-Emmanuel III. Le 8 septembre, le nouveau gouvernement italien dirigé par le roi et maréchal Pietro Badoglio signa un armistice avec les Alliés.   
Même après l'évacuation des troupes italiennes de la Russie et l'armistice de 1943, certaines unités ENR restèrent sur le front de l'Est aux côtés des troupes de l'Axe. Subsistait cinq bataillons spécialisés de « couverture de fumée » servant à la défense des ports baltes. En outre, le 834e hôpital de campagne continua de opérer en Russie, ainsi que le bataillon IX Settembre ; une petite unité qui a combattu aux côtés de la division Brandenburg en province de Prusse-Orientale pendant une brève période.

### Participants notables à la campagne
- Umberto Utili (en)
- Mario Rigoni Stern
- Benvenuto Revelli
- Eugenio Corti
- Charles Gnocchi
- Giulio Martinat (en)
- Renato Dulbecco
- Giulio Bedeschi (it)

### Lectures complémentaires
- Revelli, N. La strada del davai . Turin, 1966 (italien)
- Valori, A. La campagna di Russia, CSIR, ARMIR 1941–43. Roma, 1951 (italien)
- Hamilton, H. Sacrifice dans la steppe. Casemate, 2011 (anglais)